# Nationaal park Campos Gerais
Het nationaal park Campos Gerais is een nationaal park in de staat Paraná van Brazilië, opgericht in 2006.
Doelen zijn: het behoud van de bestaande natuurlijke omgeving, onderzoek, milieu-educatie en toerisme. De oppervlakte is 21.500 hectare.

## Karakteristiek
Kenmerkend voor het park zijn de bijzondere geologische formaties. Daarnaast heeft het gebied sporen van verschillende culturen, die zich hier in de loop van de tijd hebben gevestigd 
Bekende geologische formaties zijn onder meer de Guartelá Canyon, de zandsteenformaties van het Vila Velha Park, Furnas Gêmeas, de watervallen van Buraco do Padre.  Verder zijn er resten van Araucariabossen en graslanden.
Cultuurhistorische bijzonderheden zijn onder meer grotschilderingen, het Ressurreição-klooster waar gregoriaans gezang beluisterd kan worden en Witmarsum met een Mennonietengemeenschap.

## Toerisme
Het gebied is door zijn geologische en cultuurhistorische diversiteit aantrekkelijk voor toeristen en er zijn verschillende faciliteiten, zoals wandelen en raften. Een van de meest populaire attracties is de Buraco do Padre, een soort ondergronds amphitheater  met een waterval van tientallen meters. 